# Raphael Holinshed
Raphael Holinshed (zm. 1580) – angielski kronikarz, który napisał dzieło powszechnie znane pod nazwą Holinshed's Chronicles.
Na ich podstawie powstał Makbet Williama Shakespeare’a.